# Johannes Metzger
Johannes Metzger (* 1994) ist ein deutscher Jazzmusiker (Schlagzeug, Komposition).

## Leben und Wirken
Metzger kam in der Kindheit früh mit Musik in Berührung und lernte Schlagzeug. Nach dem Abitur studierte er Jazzschlagzeug an der Hochschule für Musik, Theater und Medien Hannover bei Heinz Lichius. 2015 zog er nach Berlin, um am Jazz-Institut Berlin bei John Hollenbeck, Jim Black, Kurt Rosenwinkel, Eric Schaefer, Oliver Steidle und Heinrich Köbberling sein Studium fortzusetzen.
Metzger leitet sein Johannes Metzger Quartett mit Saxophonist Marc Doffey, Gitarrist Morten Duun Aarup und Bassist Fabian Timm (gelegentlich wird es zum Septett Captcha erweitert). 2022 veröffentlichte er mit dem Quartett sein Debütalbum Frames, im Folgejahr Orange Sky mit Captcha. Er gehört zum Quintett von Fynn Großmann, mit dem er 2017 den Jungen Münchner Jazzpreis und den Hannover Jazzpreis gewann und die Alben Halbwahrheiten (2019) und Sketch of a Pyramid (2021) veröffentlichte. Mit der Band Die Therapie um  Gitarrist Arno Grußendorf gewann er 2018 den 2. Preis des Sparda Jazz Award und war 2019 Finalist beim Wettbewerb der Leverkusener Jazztage, den er im selben Jahr mit dem Hans Anselm Quintett gewann. Mit dem Nordsnø Ensemble ist er Preisträger des Jazzpreises „Jazz Hoch im Kurs“ und legte nach dem gleichnamigen Debütalbum 2020 das Album Om Svalor och Smältvatten vor. Ferner trat er mit Peter Weniger, Judy Niemack, Marc Muellbauer, Ignaz Dinné, Malte Schiller, Henrik Walsdorff, Shogo Seifert und Mathei Florea auf.

## Diskographische Hinweise
- Nordsnø Ensemble: Om svalor och smältvatten (Fattoria Musica Records 2020, mit Anna Arco, Vincent Dombrowski, Ken Dombrowski, Lukas Wilmsmeyer, Raphael Röchter, Vincent Niessen, Lukas Schwegmann sowie Ada Schwengebecher, Aida Petrossian, Claudia Zimmermann, Franziska Ludwig)
- Hans Anselm Quintett: Room.Scope.Moon (Berthold Records 2021, mit Gabriel Rosenbach, Benedikt Schnitzler, Anna Wohlfarth, Arne Imig)
- Johannes Metzger Quartett: Frames (Hey!Blau Records 2022, mit Marc Doffey, Morten Duun Aarup, Fabian Timm)
- Johannes Metzger Kaptcha: Orange Sky (Hey!Blau Records 2023, mit Jan Kaiser, Jan Landowski, Asger Nissen, Marc Doffey, Povel Widestrand, Christian Müller)[2]
- Johannes Metzger Quartet feat. Benjamin Schaefer: How Far? (2023, mit Marc Doffey, Morten Duun Aarup, Fabian Timm)